# Odette Monod-Bruhl
Pour les articles homonymes, voir Monod et Bruhl.
Odette Geneviève Eugénie Monod (née Bruhl) (10 novembre 1906, Paris, 9e arrondissement - 15 janvier 1972, Paris, 15e arrondissement) est une archéologue et orientaliste française. Elle est l'épouse de Jacques Monod, avec qui elle se marie en 1938. Elle est la petite-fille du grand-rabbin de France Zadoc Kahn.

## Éléments biographiques
Odette Bruhl est née en 1906 dans le 9e arrondissement de Paris. Elle est la fille de Henri Bruhl (1858-1927) et Berthe Buna Zadoc-Kahn  (1872-1955) (la seconde fille du grand-rabbin de France Zadoc Kahn). Henri Bruhl et Berthe Kahn se marient civilement le 10 avril 1896 à la mairie du 9e arrondissement et le même jour religieusement à la synagogue de la Victoire où la cérémonie est célébrée par le père de la mariée. Odette Bruhl est donc une petite-fille du grand-rabbin de France Zadoc Kahn. Elle est la nièce de Léon Zadoc-Kahn, médecin-chef de l'hôpital Rothschild, déporté et assassiné à Auschwitz, avec son épouse Suzanne Zadoc-Kahn.
Elle est la plus jeune des cinq enfants qui incluent ses sœurs Suzanne Amélie Bruhl (9 janvier 1895-1960), Madeleine Anna Bruhl (4 septembre 1896-1989), son frère Étienne Isaac Georges Bruhl (20 octobre 1898-1973) et sa sœur Lise Zéphora Bruhl (29 novembre 1900-1987, épouse de Georges Teissier). Elle est la cousine de Geneviève Zadoc-Kahn, régisseuse des concerts Musigrains.
La famille Bruhl habite avenue de Messine dans le 8e arrondissement de Paris.
Elle devient conservatrice au musée national des Arts asiatiques - Guimet à Paris.
Odette Bruhl se marie, au Vésinet, le 5 septembre 1938 avec Jacques Monod, le futur Prix Nobel de médecine avec François Jacob et André Lwoff. Odette Bruhl et Jacques Monod font connaissance dans la chorale La Cantate, fondée par Jacques Monod[réf. nécessaire]. Ce dernier décrit ainsi son épouse : « En 1938, j'avais épousé Odette Bruhl, aujourd'hui conservateur au Musée Guimet. Archéologue, orientaliste, et douée du goût le plus sensible et le plus sûr, ma femme m'apportait en dot l'enrichissement d'une culture complémentaire de la mienne ».
Jacques Monod est connu pour sa distraction. Claude Brezinski (2006) mentionne l'anecdote suivante : « Un jour, il (Jacques Monod) arriva en riant à l'Institut Pasteur : sa femme l'avait conduit en voiture et, en descendant, il lui avait tendu de l'argent pour payer sa course. »[pertinence contestée]
Le prix Nobel de physiologie ou médecine de 1980, Baruj Benacerraf, raconte dans ses mémoires (From Caracas to Stockholm) que durant la Seconde Guerre mondiale, Berthe Bruhl, la mère d'Odette, porte l'étoile jaune.
Les Monod ont deux fils jumeaux nés en 1939: Philippe, physicien et Olivier, géologue.
Odette Monod est décédée le 15 janvier 1972, dans le 15e arrondissement de Paris.

## Œuvres
- Odette Bruhl. Aux Indes: sanctuaires. Paul Hartmann, 1935[14].
- Odette Monod-Bruhl. Guide-catalogue du Musée Guimet: avec introductions concernant l'histoire, les religions et les arts des différents pays. Musée Guimet, 1939[15].
- Odette Monod-Bruhl. Aux Indes. Paul Hartmann, 1951.
- (en) Odette Monod-Bruhl et Silvain Levi. Indian Temples: 135 Photographs, Chosen and Annoted. 1952[16].
- Odette Monod-Bruhl. Peintures Tibétaines. Guillot Albert, Paris, 1954[17].
- Odette Monod-Bruhl. Une peinture népalaise du Musée Guimet[18].

### Collaboration
- Félix Guirand (Éditeur). Mythologie générale. Avec la collaboration de Odette Bruhl... Larousse, Paris, 1935, 1992[19].